# Medijska nagrada GLAAD
Medijska nagrada GLAAD je priznanje koje dodjeljuje organizacija GLAAD kao znak prepoznavanja i počasti različitih grana medija zbog njihovih izvanrednih predstavljanja lezbijske, homoseksualne, biseksualne i transrodne (LGBT) zajednice i problema koji utječu na njihov život. Uz film i televiziju, nagrade također priznaju postignuća u drugim granama medija i umjetnosti, uključujući kazalište, glazbu, novinarstvo i oglašavanje.
Dobitnici nagrade se odabiru postupkom koji uključuje više od 700 glasača i volontera GLAAD-ove medijske nagrade, a ocjenjuju se pomoću četiri kriterija: "Poštena, točna i uključiva zastupljenost" LGBT zajednice, "Smjelost i originalnost" projekta, značajan "Kulturni utjecaj" na mainstream kultura i "Ukupna kvaliteta" projekta. Rezultate zatim ovjerava "Povjerenstvo za pregled" koje utvrđuje konačni popis primatelja na temelju rezultata glasanja i vlastitih "stručnih mišljenja".
Prva svečana dodjela nagrada, za 1989. godinu, održana je 1990. godine, a nagradila je 34 kandidata u 7 natjecateljskih kategorija.